# Comuna Novosilkî, Horohiv
Novosilkî (în ucraineană Новосілки) este o comună în raionul Horohiv, regiunea Volînia, Ucraina, formată din satele Kovban, Kumovîșce, Mîslîni și Novosilkî (reședința).

## Demografie
Componența lingvistică a satului Novosilkî
     Ucraineană (98,83%)
     Rusă (1,07%)
     Alte limbi (0,11%)
Conform recensământului din 2001, majoritatea populației satului Novosilkî era vorbitoare de ucraineană (98,83%), existând în minoritate și vorbitori de rusă (1,07%).